# Gökay Sofuoglu
Gökay Sofuoğlu, auch: Gökay Sofuoglu (* 21. März 1962 in Kayseri, Türkei), ist ein deutscher Verbandsfunktionär. Er ist seit 1999 Landesvorsitzender der Türkischen Gemeinde in Baden-Württemberg und seit Mai 2014 Bundesvorsitzender der Türkischen Gemeinde in Deutschland. Zudem wurde er im Jahr 2014 in den Gemeinderat der Stadt Fellbach gewählt.

## Leben
Sofuoğlu machte sein Abitur in seiner Geburtsstadt Kayseri und wanderte im Jahr 1980 aus politischen Gründen nach Deutschland aus, nachdem das Haus der Familie bei Unruhen beschossen wurde. Er studierte Sozialpädagogik und arbeitete später als Sozialpädagoge in Kornwestheim und Stuttgart. Aufgrund seiner ehrenamtlichen Tätigkeit hat er im Jahr 2013 den Verdienstorden des Landes Baden-Württembergs erhalten.
Er ist Mitglied der SPD, von Verdi, den Naturfreunden, der AWO, von TEMA, des Deutsch-Türkischen Forums, der Deutsch-Türkischen Gesellschaft und der DKSM.

## Positionen
Sofuoğlu begrüßt die Idee einer Art Kirchensteuer für Muslime.
Zur Diskussion über die von Bundesinnenminister Thomas de Maizière angestoßene Debatte über eine Leitkultur sagte Sofuoglu im Juni 2017 in Berlin: „Wir brauchen keine Leitkultur, sondern ein Einwanderungs- und Partizipationsgesetz.“
Sofuoğlu setzt sich in seinen Interviews immer wieder gegen Rassismus ein und appelliert an Migranten sich stärker in der Gesellschaft einzubringen und „die Zukunft dieses Landes mitgestalten“ sollten.
Er kritisierte die Armenien-Resolution, mit der der Bundestag den Genozid am armenischen Volk am 2. Juni 2016 fast einstimmig anerkannte. Der Genozid an den Armeniern müsse nach Ansicht von Sofuoğlu zunächst „wissenschaftlich aufgearbeitet“ werden und sei „juristisch und historisch (...) zu wenig beleuchtet“.